# سویپر کیپر
دروازه‌بان پیشرو (که در انگلیسی به آن Sweeper Keeper گفته می‌شود) یک نقش تخصصی برای دروازه‌بان در فوتبال مدرن است که فراتر از وظایف سنتی یک دروازه‌بان عمل می‌کند. دروازه‌بان پیشرو به طور فعال از محوطه جریمه خود خارج می‌شود تا به عنوان یک مدافع اضافی عمل کند و همچنین در شروع حملات تیم مشارکت داشته باشد.   

## تعریف
دروازه‌بان پیشرو دروازه‌بانی است که با داشتن مهارت‌های بازی با پا و توانایی خواندن بازی، می‌تواند به سرعت از خط دروازه خود خارج شده و توپ‌های ارسالی به پشت خط دفاعی را دفع کند یا آن‌ها را مهار نماید. این نقش به ویژه در تیم‌هایی که با خط دفاعی بالا بازی می‌کنند و بر مالکیت توپ تأکید دارند، اهمیت پیدا می‌کند.   

## ویژگی‌های کلیدی یک دروازه‌بان پیشرو عبارتند از:
- مهارت در بازی با پا: توانایی پاس دادن دقیق، کنترل توپ تحت فشار و شروع حملات از عقب زمین.
- سرعت و چابکی: برای خروج سریع از دروازه و رسیدن به توپ قبل از مهاجمان حریف.
- توانایی خواندن بازی و پیش‌بینی: برای تشخیص زمان مناسب خروج از دروازه و قطع توپ‌های ارسالی.
- شجاعت و اعتماد به نفس: برای ترک امنیت دروازه و انجام اقدامات دفاعی در مناطق بالاتر زمین.
- مهارت‌های ارتباطی: برای سازماندهی خط دفاعی، به ویژه هنگام بازی با خط دفاعی بالا.

## تاریخچه
اگرچه اصطلاح "دروازه‌بان پیشرو" نسبتاً جدید است، اما مفهوم دروازه‌بانی که از محوطه جریمه خود خارج می‌شود و نقش دفاعی فعال‌تری ایفا می‌کند، به دهه‌های گذشته بازمی‌گردد.   
دهه 1950 و 1960: دروازه‌بانانی مانند گیولا گروسیچ از مجارستان و لئو یاشین از شوروی، با خروج از خط و شروع حملات، نشانه‌های اولیه‌ای از این نقش را نشان دادند.   
دهه 1990: پس از تغییر قانون پاس به عقب در سال 1992، که دروازه‌بانان را از گرفتن توپ با دست پس از پاس هم‌تیمی منع کرد، نیاز به دروازه‌بانانی با مهارت بازی با پا افزایش یافت. ادوین فان در سار از هلند به عنوان یکی از اولین نمونه‌های دروازه‌بان پیشرو مدرن در این دوره شناخته می‌شود.   
دهه 2010: مانوئل نویر، دروازه‌بان آلمانی، با عملکرد برجسته‌اش در جام جهانی 2014، نقش دروازه‌بان پیشرو را به طور کامل متحول کرد و به شهرت جهانی رساند.   

## مسئولیت‌ها
وظایف اصلی یک دروازه‌بان پیشرو در زمین عبارتند از:   
- پوشش فضای پشت خط دفاعی: به عنوان آخرین مدافع برای مقابله با پاس‌های عمقی و توپ‌های بلند عمل می‌کند.
- مهار پاس‌های عمقی و توپ‌های هوایی: با خروج از دروازه، توپ‌های خطرناک را قبل از رسیدن مهاجمان مهار می‌کند.
- شروع حملات: با استفاده از مهارت بازی با پا، حملات تیم را از عقب زمین آغاز می‌کند.
- آغاز ضدحملات: با توزیع سریع و دقیق توپ پس از مهار یا قطع توپ، ضدحملات را سازماندهی می‌کند.
- سازماندهی دفاع: با هدایت و سازماندهی مدافعان، به ویژه در هنگام بازی با خط دفاعی بالا، نقش رهبری ایفا می‌کند.

## دروازه‌بانان پیشرو مشهور
در طول تاریخ فوتبال، دروازه‌بانان بسیاری در نقش پیشرو عملکرد درخشانی داشته‌اند، از جمله:
- دیولا گروشیچ (مجارستان)
- لئو یاشین (اتحاد جماهیر شوروی)
- آمادئو کاریزو (آرژانتین)
- یان یونگلوئد (هلند)
- رنه هیگیتا (کلمبیا)
- ادوین فان در سار (هلند)
- مانوئل نویر (آلمان)
- آلیسون بکر (برزیل)
- ادرسون مورائس (برزیل)
- مارک-آندره تر اشتگن (آلمان)
- داوید رایا (اسپانیا)
- پیتر اشمایکل (دانمارک)
- اولیور کان (آلمان)
- ایکر کاسیاس (اسپانیا)
- هوگو لوریس (فرانسه)
- خورخه کامپوس (مکزیک)